# 卡扎欽斯科耶區
57°42′N 93°16′E / 57.700°N 93.267°E
卡扎欽斯科耶區（俄语：Казачинский район），是俄羅斯的一個區，位於該國中部，由克拉斯諾亞爾斯克邊疆區負責管轄，始建於1924年4月4日，面積5,755平方公里，2010年人口11,430，人口密度每平方公里1.99人。